# 別列茲齊
50°30′20″N 29°19′3″E / 50.50556°N 29.31750°E
別列茲齊（烏克蘭語：Березці）是烏克蘭北部的村莊，隸屬日托米爾州的日托米爾區。該村面積0.62平方公里，海拔高度147米，2001年人口169，人口密度每平方公里273.91人。